# Comisión de Inversiones y Desarrollo Económico
La Comisión de Inversiones y Desarrollo Económico (CIDE) fue un organismo público interministerial de Uruguay que funcionó entre 1960 y 1967. 

## Generalidades
Uno de sus grandes impulsores fue el político nacionalista Wilson Ferreira Aldunate. Fue creada por decreto del Consejo Nacional de Gobierno del 27 de enero de 1960; uno de sus corredactores fue Raúl Ybarra San Martín. Integrada por el Ministerio de Hacienda –encargado de presidirla- el Ministerio de Obras Públicas, el de Industrias y Trabajo, el de Ganadería y Agricultura, el Contador General de la Nación, el director de Crédito Público y un Director del Banco de la República (art. 1). Más tarde, por decreto del 17 de marzo, se amplió su integración, incluyendo al Ministerio de Relaciones Exteriores y el presidente del Consejo Departamental de Montevideo.
Según el artículo 2 del decreto del 27 de enero, sus cometidos serían “formular planes orgánicos de desarrollo económico, proyectar y buscar su financiación interna y externa, coordinar toda labor tendiente a aumentar la productividad nacional y vigilar la puesta en práctica de los planes que se apruebe”. Para ello, debería tener estrecho contacto con distintos organismos públicos como la Administración de Ferrocarriles del Estado, Administración de Usinas y Teléfonos del Estado, la Administración Nacional de Combustibles, Alcohol y Portland, el Banco Hipotecario, el Banco de Seguros del Estado, como también el Instituto de Colonización, la Caja Nacional de Ahorro Postal, la Caja de Jubilaciones, el Instituto Nacional de Viviendas Económicas, SOYP, así como con instituciones gremiales y con gobiernos departamentales. 
Según el mismo decreto (artículo 3), todos los organismos debían hacer llegar a la CIDE las ofertas de préstamos que recibieran así como informarle sus proyectos o planes de obras públicas o inversiones en bienes de capital, para que aquella pudiera lograr la coordinación pertinente.  El Ministerio de Hacienda quedaba encargado de facilitarle los medios necesarios para su trabajo.
Su Secretaría Técnica fue ocupada por el economista Enrique V. Iglesias, investigador y docente de la Facultad de Economía. Junto a él trabajaba el Grupo Asesor de Planeamiento, encargado de la orientación técnica de los planes a elaborar. Sus integrantes, expertos de origen nacional y extranjero –fundamentalmente chilenos- asistidos por técnicos uruguayos –muchos de ellos estudiantes avanzados de economía- eran “funcionarios con experiencia, alto nivel técnico y extraordinaria vocación por la “misión” del desarrollo latinoamericano” (Garcé 2002: 51). Entre ellos predominaba la visión cepalina, pero no en forma excluyente.
La CIDE produjo dos documentos fundamentales: el Estudio económico del Uruguay (1963), un diagnóstico global de la crisis que entonces afectaba a la situación económica y social del Uruguay y El Plan Nacional de Desarrollo Económico y Social (1965-1974).